# Pione Sisto
Pione Sisto, né le 4 février 1995 à Kampala en Ouganda, est un footballeur international danois né de parents sud-soudanais. Il évolue au poste de milieu offensif à l'Aris Salonique.

## Biographie

### Carrière en club

Pione Sisto en 2017, sous les couleurs du Celta de Vigo.

Pione Sisto commence sa carrière durant la saison 2012-2013, lors d'un match contre le Silkeborg IF. Il marque son premier but le 19 juillet 2013 à Aarhus. Il inscrit son premier doublé à la fin de la saison, contre le FC Copenhague.
En décembre 2014, Sisto est nommé joueur de l'année 2014 par la Fédération danoise de football.
À la fin de la saison 2014-2015, il attire l'attention de nombreux recruteurs de grands clubs européens, tels l'AC Milan, Arsenal, Manchester City ou encore la Juventus Turin,. L'Ajax Amsterdam aurait même offert sept millions d'euros lors de l'intersaison 2015.
Le 31 juillet 2016, Sisto est recruté par le Celta de Vigo, club de première division espagnole. Il joue son premier match le 22 août 2016, lors de la première journée de la saison 2016-2017 de Liga, face au promu du CD Leganés. Il est titularisé sur l'aile gauche de l'attaque du Celta puis remplacé par John Guidetti alors que son équipe s'incline par un but à zéro.
Le 5 septembre 2020, il fait son retour au FC Midtjylland. Il inscrit son premier but depuis son retour le 19 septembre 2020 contre le Lyngby BK, en championnat. Auteur du seul but de la partie, il permet donc aux siens de l'emporter.
Le 14 septembre 2023, Sisto s'engage en faveur du club turc de l'Alanyaspor.
Sistoinscrit son premier but pour Alanyaspor le 31 octobre 2023, lors d'une rencontre de coupe de Turquie face au Belediye Kütahyaspor. Titulaire, il ouvre le score et son équipe s'impose (4-1 score final).

### Carrière internationale
N'étant pas né au Danemark, Pione Sisto ne possédait pas la nationalité danoise à son arrivée dans le monde professionnel. Cependant, l'entraîneur de l'équipe du Danemark A, Morten Olsen, espère que Sisto sera éligible avec la sélection qu'il dirige dès 2014. Marquant une première étape dans le processus pour que le joueur obtienne le droit de jouer avec le Danemark, Pione Sisto obtient la nationalité danoise en décembre 2014. Il est tout de suite sélectionné avec les espoirs. Il participe alors à des matchs amicaux, qui ne sont pas des matchs officiels, et inscrit même un triplé lors d'une victoire 7-1 contre le FC Dinamo Bucarest.
Le 8 mai 2015, Pione Sisto reçoit l'autorisation de la FIFA pour jouer avec l'équipe du Danemark. Le 20 mai, il est appelé pour les rencontres face au Monténégro et à la Serbie, mais ne rentre pas en jeu. Il fait ses débuts internationaux en septembre lors des éliminatoires de l'Euro 2016, contre l'Albanie.

## Statistiques
| Saison                | Club                  | Championnat           | Championnat | Championnat | Coupe(s) nationale(s) | Coupe(s) nationale(s) | Compétition(s) continentale(s) | Compétition(s) continentale(s) | Compétition(s) continentale(s) | Danemark | Danemark | Total | Total |
| Saison                | Club                  | Division              | M.          | B.          | M.                    | B.                    | Comp.                          | M.                             | B.                             | M.       | B.       | M.    | B.    |
| 2012-2013             | FC Midtjylland        | Superligaen           | 10          | 0           | 1                     | 0                     | -                              | -                              | -                              | -        | -        | 11    | 0     |
| 2013-2014             | FC Midtjylland        | Superligaen           | 27          | 6           | 2                     | 3                     | -                              | -                              | -                              | -        | -        | 29    | 9     |
| 2014-2015             | FC Midtjylland        | Superligaen           | 21          | 8           | -                     | -                     | C3                             | 2                              | 0                              | -        | -        | 23    | 8     |
| 2015-2016             | FC Midtjylland        | Superligaen           | 29          | 4           | -                     | -                     | C1+C3                          | 4+9                            | 0+4                            | 2        | 0        | 44    | 8     |
| 2016-2017             | FC Midtjylland        | Superligaen           | 2           | 2           | -                     | -                     | C3                             | 5                              | 4                              | -        | -        | 7     | 6     |
| Sous-total            | Sous-total            | Sous-total            | 89          | 20          | 3                     | 3                     | -                              | 20                             | 8                              | 2        | 0        | 114   | 31    |
| 2016-2017             | Celta de Vigo         | La Liga               | 30          | 3           | 6                     | 1                     | C3                             | 13                             | 2                              | 2        | 0        | 51    | 6     |
| 2017-2018             | Celta de Vigo         | La Liga               | 34          | 5           | 2                     | 1                     | -                              | -                              | -                              | 14       | 1        | 50    | 7     |
| 2018-2019             | Celta de Vigo         | La Liga               | 25          | 2           | 2                     | 0                     | -                              | -                              | -                              | 3        | 0        | 30    | 2     |
| 2019-2020             | Celta de Vigo         | La Liga               | 1           | 0           | -                     | -                     | -                              | -                              | -                              | -        | -        | 1     | 0     |
| Sous-total            | Sous-total            | Sous-total            | 90          | 10          | 10                    | 2                     | -                              | 13                             | 2                              | 19       | 1        | 132   | 15    |
| Total sur la carrière | Total sur la carrière | Total sur la carrière | 179         | 30          | 11                    | 5                     | -                              | 33                             | 10                             | 21       | 1        | 244   | 46    |

## Palmarès
FC Midtjylland
- Championnat du Danemark (1) :
  - Champion : 2015.
- Coupe du Danemark (1) :
  - Vainqueur en 2022.